# Bellardia polita
Bellardia polita är en tvåvingeart som först beskrevs av Josef Mik 1884.  Bellardia polita ingår i släktet Bellardia och familjen spyflugor. Inga underarter finns listade i Catalogue of Life.